# 大館運輸区
大館運輸区（おおだてうんゆく）は、秋田県大館市にある東日本旅客鉄道（JR東日本）秋田支社の運転士・車掌が所属する組織であった。事務所は大館駅構内に設置されていた。2020年3月14日に弘前運輸区、大館運輸区、青森運輸区を統合したつがる運輸区発足に伴い廃止。

## 沿革

### 大館車掌区
- 1930年（昭和5年）10月 - 青森車掌所大館支区設置。
- 1934年（昭和9年）6月 - 秋田運輸事務所へ移管、秋田車掌所大館支区となる。
- 194x年 - 大館車掌区に昇格。
- 1986年（昭和61年）11月1日 - 秋田車掌区大館派出所に改称。

### 大館機関区→大館運転区
- 19xx年 - 大館機関区設置。
- 19xx年 - 大館客貨車区を設置。
- 1971年（昭和46年）10月1日 - 大館客貨車区を大館貨車区に改称（のち廃止）。
- 1987年（昭和62年）3月1日 - 大館運転区に改称。

### 発足後
- 1989年（平成元年）9月1日 - 秋田車掌区大館派出所と大館運転区を統合し、大館運輸区発足。
- 2018年（平成30年）12月1日 - 大館駅業務委託化に伴い、大館駅所属の輸送社員が当運輸区所属となり、信号・操車業務も行う。
- 2020年（令和2年）3月14日 - 大館運輸区と弘前運輸区、青森運輸区を統合し、つがる運輸区として発足。

## 所属車両

### 大館機関区時代
- 蒸気機関車[1]
  - 1960形（在籍1931年）
  - 2500形 -（在籍1931年 - 1933年）
  - 8620形 -（在籍1931年、1943年、1951年 - 1965年）
  - 9600形 -（在籍1931年 - 1939年、1943年）
  - 2120形 -（在籍1933年 - 1953年）
  - 105形 -（在籍1935年 - 1937年）秋田鉄道買収機
  - 115形 -（在籍1935年 - 1937年）秋田鉄道買収機
  - 600形 -（在籍1935年）
  - 1210形 -（在籍1935年）秋田鉄道買収機
  - 3030形 -（在籍1935年 - 1937年）秋田鉄道買収機
  - 5500形 -（在籍1935年 - 1939年）
  - C12形 -（在籍1935年 - 1943年、1955年 - 1957年）
  - C56形 -（在籍1941年）
  - D51形 -（在籍1941年、1947年 - 1965年）
  - C11形 -（在籍1947年 - 1965年）
  - C51形 -（在籍1943年 - 1949年）

- ディーゼル機関車[2]
  - DD13形 -（在籍1965年 - 1969年）
  - DE10形 -（在籍1967年 - 1969年）